# مرکز سرطان آلوین جی سایتمن
مرکز سرطان آلوین جی سایتمن (به انگلیسی: Alvin J. Siteman Cancer Center) بیمارستانی در ایالات متحده آمریکا است که در ۱۹۹۹ میلادی ساخته شد.